# Dusona nagatomii
Dusona nagatomii là một loài tò vò trong họ Ichneumonidae.